# Blessington
Blessington (Baile Coimin en irlandais) est une ville du comté de Wicklow en Irlande.
Blessington est assez proche de Dublin pour que la pression immobilière y soit forte. On estime que sa population pourrait doubler entre 2007 et 2012.
D'après le recensement de 2011, la ville de Blessington compte 5 010 habitants.